# مؤسسة مكة المكرمة الخيرية
مؤسسة مكة المكرمة الخيرية إحدى المؤسسات التابعة لرابطة العالم الإسلامي، التي تأسست في مكة المكرمة.

## سنة التأسيس
تأسست في شهر رجب من عام 1407هـ بمساعدة الرابطة، وهي مؤسسة خيرية تقوم بمساعدة المسلمين في جميع أنحاء العالم من خلال تقديم المساعدات الصحية والتعليمية والاجتماعية والمالية مع التركيز على رعاية الأيتام في ضوء قول المصطفى صلى الله عليه وسلم:«من وضع يده عل رأس يتيم رحمة، كتب الله له بكل شعرة مرت على يده حسنة».

## جهود المؤسسة
- كفالة ورعاية الأيتام المسلمين والحرص على تنشئتهم نشأة إسلامية صافية على أساس من هدي القرآن الكريم وتعاليم الرسول صلى الله عليه وسلم حتى يسهموا بشكل صحيح في رقي الأمة الإسلامية وتقدمها
- بناء وتأثيث وتجهيز المؤسسات الاجتماعية والصحية التي ترعى هؤلاء الايتام
- إنشاء المراكز التعليمية والثقافية المتمثلة في المدارس والمعاهد الفنية والمكتبات لتعليم وتربية أبناء المسلمين أو تأهليهم مهنياً لسد حاجات مجتمعاتهم
- دعم المراكز والجمعيات والمؤسسات وهيئات الإغاثة الإسلامية عند حدوث كوارث أو نكبات في الدول الإسلامية أو مناطق الأقليات الإسلامية
- إعداد البرامج وإجراء الأبحاث المتعلقة برعاية الأيتام ومتابعة أحوالهم
- فتح الطريق أمام المقتدرين من أهل الخير حتى يقدموا العون لإخوانهم المسلمين المحتاجين.[2]

## برامج المؤسسة
- برنامج كفالة الأيتام بدأ بكفالة الأيتام الأفغان ثم غطى نشاطه العديد من مناطق المسلمين كالصومال وأريتريا والفلبين وكردستان وفلسطين وطاجكستان ولبنان وكشمير وبنجلاديش والسودان وسريلانكا والبوسنة
- برنامج إنشاء المراكز التعليمية والثقافية فقد عمل على بناء دور إعاشة للأيتام يتم فيها تأمين الكساء والطعام والمبيت والتعليم بطريقة منظمة ومثمرة، وتحرص المؤسسة أن تكون مواقع هذه الدور قريبة من سكن عوائلهم وأن تحرص أشد الحرص ألا يخرج اليتيم من هذه الدور إلا وهو حافظ لكتاب الله، وأن ما يدرسه من مواد متعددة يؤهله ليصبح عضواً فعالاً في مجتمعه، وقد قامت المؤسسة بكفالة 6000 يتيم في جميع انحاء المملكة وتسعى إلى المزيد من كفالة الأيتام.[3]

## وصلات خارجية
- مؤسسة مكة المكرمة الخيرية.